# 森泰股份
安徽森泰木塑集团股份有限公司（英語：Anhui Sentai Wpc Group Share Co.,Ltd.；深交所：301429，简称：森泰股份），是中国深圳证券交易所的一家上市公司，主营业务包括高性能木塑复合材料、新型石木塑复合材料及其制品和应用的研发、设计、生产、销售。
公司前身为广德森泰彩印包装有限公司，成立于2006年。2014整体变更设立的股份有限公司。2023年4月17日，在深圳证券交易所创业板上市。
2022年，公司实现营业收入8.21亿元，同比下降10.26%；实现净利润8450.94万元，同比下降15.84%。